# Iapodi
Gli Iapodi (in greco antico: Ἰάποδες?, anche noti come Iapidi, Giapidi, o Iapodes, o ancora Iapydes), furono un antico popolo indoeuropeo che abitava l'interno della regione adriatica orientale, a nord del territorio dei Liburni e ad est della Penisola istriana, nel triangolo compreso tra i fiumi Colapis (Kupa) ed Oineo (Una) e la catena montuosa del Mons Baebius (Alpi Bebie) che li separava proprio dai Liburni costieri. Il loro territorio copriva quindi l'entroterra centrale della moderna Croazia e la valle del fiume Una in Bosnia ed Erzegovina.
La documentazione archeologica conferma la loro presenza in questi paesi almeno a partire dal IX secolo a.C. e per più di un millennio. La documentazione antica scritta su di loro è tuttavia più scarsa rispetto alle popolazioni costiere adiacenti (Liburni, Dalmati, ecc.) che hanno avuto contatti marittime più frequenti con gli antichi Greci e Romani.

## Storia
Gli Iapodi hanno conosciuto il loro periodo di massimo sviluppo e di espansione territoriale tra l'VIII ed il IV secolo a.C. quando occuparono la gran parte delle valli di montagna interne tra la Pannonia ed il bacino costiero adriatico, ma in frequente disputa a sud con i Liburni.

### Origini
L'origine esatta degli Iapodi è incerta; le ricerche archeologiche suggeriscono affinità con i primi Pannoni e Illiri. La prima menzione scritta riguardante tribù illiriche Iapodi di Hekataios risale ai navigatori greci del VI secolo a.C.. Sono descritti da Strabone come una razza mista di Celti ed Illiri, che utilizzavano armi celtiche e tatuaggi, che si cibavano soprattutto di miglio e farro; tuttavia, la tesi di Strabone sulla provenienza celtica-illirica degli Iapodi non è confermata dall'archeologia. Gli Iapodi esistevano almeno dal IX secolo a.C., mentre l'influenza celtica raggiunse la regione nel IV secolo a.C., quando gli Iapodi erano in declino. L'evidenza archeologica dell'influenza della cultura tipica celtica è supportata solo dalla zona di contatto fra gli Iapodi e i Celti Taurisci lungo la valle del fiume Kupa (ora il confine sloveno-croato). Altrove, e in particolare nel principale territorio iapodico degli altopiani Lika, in Croazia, i manufatti celtici ritrovati sono scarsi e spiegabili solo dagli scambi commerciali.

### Conquista romana
I Romani definivano gli Iapodi una razza guerriera dipendente dalle razzie, ma altre documentazioni archeologiche confermano che la loro principale attività economica era l'estrazione e la metallurgia. Questo convinse i pragmatici Romani a conquistare il loro paese, le cui vallate intorno al fiume erano un modo naturale per comunicazioni strategiche tra l'Adriatico e Pannonia.
I conflitti, pertanto, iniziarono dal 171 a.C., quando il console Gaio Cassio Longino per primo attaccò gli Iapodi, sulla strada del ritorno dalla Macedonia. Egli andava infatti compiendo distruzioni e saccheggi nell'Istria contro le popolazioni di Istri, Iapodi e Carni. Il suo obiettivo era, molto probabilmente, di intimidire le popolazioni vicine ad Aquileia.
Nel 129 a.C., Gaio Sempronio Tuditano attaccava le popolazioni degli Iapodi dal suo "quartier generale" di Aquileia, ma subì una sconfitta che fu prontamente riparata dall'intervento di Decimo Giunio Bruto Callaico, l'eroe della guerra di Lusitania (155 - 139 a.C.). In seguito, Tuditano riusciva a battere le popolazioni della zona Alpina dei Carni e dei Taurisci (zona di Nauporto), sempre coadiuvato da Bruto (e da un certo Tiberio Pandusa), tanto da meritarsi il trionfo. A Tuditano la stessa città di Aquileia eresse nel foro una statua celebrativa ed un elogio.
Nel 78-76 a.C. furono attaccati da Gaio Cosconio. Dal 56 a.C. divennero un foedus di Roma e pagarono un tributum, ma nel 52-47 a.C. si ribellarono.
Nel 35 a.C. Ottaviano condusse contro di loro una serie di campagne vittoriose. Più nel dettaglio vennero coinvolti i Moentini di Monetium (Brinje) e gli Avendeatae di Avendo (Cerquina, vicino a Otočac), che si arresero subito, mentre gli Arupini di Arupium (Prozor), forse perché più numerosi, furono battuti dopo un duro assedio alla loro principale città. Poco dopo anche i Poseni e gli abitanti di Metulum (capitale degli Iapodi), caddero sotto il giogo romano. Durante il periodo romano ottenne poi lo status di municipium. In seguito sappiamo che conservarono una parziale autonomia con il praepositus Iapodum.

## Cultura e società
Per la vicinanza di ricche e vaste foreste del territorio montagnoso, le case erano soprattutto capanne di legno e raramente costruzioni in pietra, eccetto alcune fortificazioni strategiche.

I loro insediamenti erano per lo più sulla cima di colline e di solito comprendevano tra i 400 ed i 3.000 abitanti; in epoca romana i principali insediamenti erano Metulum, Terpon, Arupium e Avendo.
Coltivavano principalmente cereali e uva e allevavano bestiame.

La metallurgia cominciò a svilupparsi mezzo millennio prima dell'influenza celtica, che vi introdusse solo piccole modifiche.
La società era semplice ed includeva guerrieri, abitanti dei villaggi, pastori, minatori e lavoratori dei metalli. Di quella prima fase non si hanno notizie di capi e si ritiene che le tribù non fossero tra loro federate. Con la dominazione romana emerse una élite, guidata dal praepositus Iapodum installato dai Romani.
La cultura era un variegato mix di influenze pannoniche, illiriche, greche e romane, per lo più senza peculiarità proprie. L'arte comprendeva decorazioni metalliche dalla forma di triangoli e spirali ed ambra lavorata.
La lingua prima della conquista romana è in gran parte sconosciuta: le uniche indicazioni disponibili sono toponimi ed iscrizioni nelle necropoli di epoca romana. Queste scarse indicazioni suggeriscono che la lingua iapodica possa essere correlata con altre tribù dell'Illiria e della Pannonia. Durante la loro indipendenza, gli Iapodi sembrano essere stati completamente analfabeti, dato che non hanno lasciato iscrizioni anteriori all'arrivo dei Romani.

## Religione
La religione originale degli Iapodi è poco conosciuta e sembra essere simile a quella di altri Illiri orientali. Conoscevano la coppia divina Vidassus (per i Romani Sylvanus) e Thana (per i Romani Diana), di cui si conservano oggi alcuni rilievi rocciosi presso alcune sorgenti. Veneravano il cavallo sacro in totem tribali ed anche i sacri serpenti come simbolo dei loro antenati.
Le loro tombe più antiche erano poste solitamente in caverne, poi in epoca romana i corpi erano spesso messi in sarcofagi di legno o venivano cremati e le ceneri conservate in urne di ceramica.

## Lingua
Da un punto di vista etnico essi erano un misto di Celti, Illiri e Pannonici con un forte elemento venetico. In epoca più tarda furono poi completamente celtizzati.